# Gambrinus (tertulia)
La tertulia del café Gambrinus de Madrid, también denominada Universidad libre de Gabrinus o Catacumbas de Cambrinus, fue en realidad cuatro que se sucedieron a lo largo de la segunda mitad del siglo XX desde 1949. Primero hubo una teatral y literaria, después otra filosófica, luego una lingüística (el Círculo Lingüístico de Madrid) y, por último, una artística.
Tenía lugar en el café Gambrinus, situado en la calle de Zorrilla, 7.

## Tertulia literaria y teatral
Congregaba a Alfonso Sastre, Alfonso Paso, Ignacio Aldecoa, Jesús Fernández Santos, Francisco Trujillo Marín, Paulino Rodrigo Diaz, Carlos J. Costas, Medardo Fraile, José López Rueda, Francisco Soler, Víctor Sánchez de Zavala, Ángel Segura, José Benito Díez-Canseco, etc. A esta se unieron luego Luis Martín Santos, Juan Benet, Carmen Martín Gaite, Josefina Rodríguez y otros. Ya por entonces se las denominaba, Universidad Libre de Gambrinus, o Catacumbas de Gambrinus.

## Tertulia filosófica
Cuando se empezaron a leer y comentar textos teatrales del existencialismo de Albert Camus y Jean-Paul Sartre, la tertulia empezó a derivar a la filosofía y, un sábado, a instancia de Francisco Soler, se cambió del Teatro a la Filosofía, empezándose con la lectura de L'Être et le Néant de Sartre. Asistieron además José Vidal, Agustín García Calvo, Carlos París, María Riaza y Manuel Sacristán cuando venía de Barcelona. Trujillo Marín (que mantenía correspondencia con Luis Cernuda y Manuel Altolaguirre) y Luis Martín Santos incluyeron a Dilthey y su "historicidad" en la fenomenología de Husserl. Era un camino hacia lo concreto e individual. Se unieron a esta tertulia Miguel Cordero, Emilio Lledó, Josefina Aldecoa, Pilar Vázquez Cuesta, José Vidal Beneyto, Julio Cerón y Tomás Ducai. Como Francisco Trujillo Marín y Ángel Segura intercalaban ejemplos de los artistas de vanguardia y los dos se matricularon para dibujar del natural en el Círculo de Bellas Artes, empezaron a asistir artistas. Los grupos empezaron a verse también en la facultad, en el Café Gijón o en Gambrinus. De esos contactos brotó la tercera Tertulia de Gambrinus, la de Arte.

## Tertulia lingüística
Era conocida como Círculo Lingüístico de Madrid y coincidía más o menos con la época de la otra. Estaba formado por Rafael Sánchez Ferlosio, Agustín García Calvo, Carmen Martín Gaite, Carlos Piera, Víctor Sánchez de Zavala e Isabel Llácer; otras nóminas incluyen además a Miguel Sánchez-Mazas, Francisco Pérez Navarro, José María Valverde y José Vidal-Beneyto, muchos de ellos activos combatientes clandestinos contra el franquismo, además de otros más jóvenes y más estrictamente lingüistas como Violeta Demonte e Ignacio Bosque.

## Tertulia artística
Los primeros contactos de Trujillo con Manuel Conde y José Luis Arias Franc fueron en el Café Gijón. Se buscaba un ismo para encuadrar a la Vanguardia disidente de los estudiantes de Pintura y Escultura de la Escuela de San Fernando y había ya contactos de todo un grupo con el periodista, coleccionista y crítico de arte de Abc Antonio Manuel Campoy, que les proponía el "antifosilismo". El grupo se amplió con los disidentes de la Asociación de pintores y escultores y se fijó una primera reunión en el Café Gambrinus. Francisco Trujillo Marín expuso sus ideas sobre el "vivencialismo"; tras una votación, venció el vivencialismo y Trujillo Marín fue elegido presidente, constituyéndose la tercera tertulia del Gambrinus con asistencia de miembros destacados de las dos anteriores y un total de unos treinta contertulios, entre los que destacaban Manuel Conde, que en el 57 fundaría el grupo El Paso, Antonio M. Campoy, José Luis Arias Franc, Agustín Úbeda, Máximo de Pablo, Tomás Barro, Alberto de la Puente, Rafael Valcárcel y Paulino Rodrigo Díaz. La palabra que mejor caracterizaba esta estética era el silencio, que aludía a la censura de 1949-1950, al existencialismo de Heidegger y al libro de André Malraux Voces del Silencio sobre el lenguaje de las artes plásticas. Esta estética era libre: cada contertulio podía interpretarla como quisiera. A ello obedece el título de la famosa novela de Luis Martín Santos, Tiempo de silencio. Víctor González Gil, uno de sus miembros más activos, rotuló su taller de escultura de la calle Fernández de la Hoz "Vivencialismo".